# 코랄 (칠레)
코랄(스페인어: Corral)는 칠레 로스리오스 주 발디비아 현의 코무나이다.